# 小陈乡 (尉氏县)
小陈乡，是中华人民共和国河南省開封市尉氏县下辖的一个乡镇级行政单位。

## 行政区划
小陈乡下辖以下地区：
小陈村、史庄村、靳老村、王庄村、南袁庄村、大齐村、陈家村、小齐村、江曲村、司马村、圉村村、后马村、前马村、睢老村、前张村、中张村、后寨村、东贾村、西贾村和阮庄村。